# Gouvernement López de Santa Anna
Cet article présente la composition du gouvernement mexicain sous le président Antonio López de Santa Anna, il est l'ensemble des ministres et secrétaires du gouvernement républicain du Mexique. Il est ici présenté dans l'ordre protocolaire. Actuellement les membres du gouvernement exécutif du Mexique ne prennent pas le titre de ministre mais celui de secrétaire.

## Liste des ministres
| Première Administration - Ministre des Relations Extérieures et Intérieures du Mexique - (1833 - 1833) : Carlos García (es) - Ministre de la Justice du Mexique - (1833 - 1833) : Miguel Ramos Arizpe - Ministre de la Guerre et de la Marine du Mexique - (1833 - 1833) : Francisco Gómez Parada - (1833 - 1833) : José Joaquín de Herrera - Ministre des Finances du Mexique - (1833 - 1833) : José María Bocanegra Deuxième Administration - Ministre des Relations Extérieures et Intérieures du Mexique - (1833 - 1833) : Carlos García (es) - Ministre de la Justice du Mexique - (1833 - 1833) : Miguel Ramos Arizpe - Ministre de la Guerre et de la Marine du Mexique - (1833 - 1833) : José Joaquín de Herrera - Ministre des Finances du Mexique - (1833 - 1833) : José María Bocanegra Troisième Administration - Ministre des Relations Extérieures et Intérieures du Mexique - (1833 - 1833) : Carlos García (es) - Ministre de la Justice du Mexique - (1833 - 1833) : Andrés Quintana Roo - Ministre de la Guerre et de la Marine du Mexique - (1833 - 1833) : José Joaquín de Herrera - (1833 - 1833) : José María Tornel - (1833 - 1833) : Miguel Barragán - Ministre des Finances du Mexique - (1833 - 1833) : José María Bocanegra - (1833 - 1833) : Juan José del Corral Quatrième Administration - Ministre des Relations Extérieures et Intérieures du Mexique - (1834 - 1835) : Francisco María Lombardo - (1835 - 1835) : José María Gutiérrez Estrada - Ministre de la Justice du Mexique - (1834 - 1834) : Andrés Quintana Roo - (1834 - 1834) : Juan Cayetano Portugal - (1834 - 1835) : Joaquín de Iturbide - Ministre de la Guerre et de la Marine du Mexique - (1834 - 1834) : José Joaquín de Herrera - (1834 - 1834) : Ignacio de Mora y Villamil - (1834 - 1835) : José María Tornel - Ministre des Finances du Mexique - (1834 - 1834) : Juan José del Corral - (1834 - 1834) : Javier Echeverría - (1834 - 1834) : Joaquín Lebrija - (1834 - 1834) : Pablo Gómez Valdés - (1834 - 1834) : Francisco María Lombardo - (1834 - 1835) : José María Blasco Cinquième Administration - Ministre des Relations Extérieures du Mexique - (1839 - 1839) : Manuel Eduardo de Gorostiza - Ministre de l'Intérieur du Mexique - (1839 - 1839) : Agustín Pérez de Lebrija - (1839 - 1839) : Joaquín de Iturbide - (1839 - 1839) : Juan de Dios Cañedo - (1839 - 1839) : José Antonio Romero - Ministre de la Guerre et de la Marine du Mexique - (1839 - 1839) : José María Tornel - Ministre des Finances du Mexique - (1839 - 1839) : José Gómez de la Cortina - (1839 - 1839) : Francisco María Lombardo | Sixième Administration - Ministre des Relations Extérieures et Intérieures du Mexique - (1841 - 1841) : Manuel Gómez Pedraza - (1841 - 1842) : José María Bocanegra - Ministre de la Justice du Mexique - (1841 - 1842) : Crispiniano del Castillo - (1842 - 1842) : Pedro Vélez - Ministre de la Guerre et de la Marine du Mexique - (1841 - 1842) : José María Tornel - Ministre des Finances du Mexique - (1841 - 1841) : Domingo Duffo - (1841 - 1842) : Ignacio Trigueros Septième Administration - Ministre des Relations Extérieures et Intérieures du Mexique - (1843 - 1843) : José María Bocanegra - Ministre de la Justice du Mexique - (1843 - 1843) : Pedro Vélez - (1843 - 1843) : Manuel Baranda - Ministre de la Guerre et de la Marine du Mexique - (1843 - 1843) : José María Tornel - (1843 - 1843) : José María Díaz Noriega - Ministre des Finances du Mexique - (1843 - 1843) : Ignacio Trigueros Huitième Administration - Ministre des Relations Extérieures et Intérieures du Mexique - (1844 - 1844) : José María Bocanegra - (1844 - 1844) : José María Ortiz Monasterio - (1844 - 1844) : José María Bocanegra - (1844 - 1844) : Manuel Crescencio Rejón - Ministre de la Justice du Mexique - (1844 - 1844) : Manuel Baranda - Ministre de la Guerre et de la Marine du Mexique - (1844 - 1844) : José María Tornel - (1844 - 1844) : Isidro Reyes - Ministre des Finances du Mexique - (1844 - 1844) : Ignacio Trigueros Neuvième Administration - Ministre des Relations Extérieures et Intérieures du Mexique - (1847 - 1847) : Ignacio Sierra y Rosso - (1847 - 1847) : Manuel Baranda - Ministre de la Justice du Mexique - (1847 - 1847) : José María de Jáuregui - (1847 - 1847) : Francisco Súarez Iriarte - Ministre de la Guerre et de la Marine du Mexique - (1847 - 1847) : Antonio Vizcaino - (1847 - 1847) : Ignacio Gutiérrez - Ministre des Finances du Mexique - (1847 - 1847) : Antonio María Horta - (1847 - 1847) : Juan Rondero Dixième Administration - Ministre des Relations Extérieures et Intérieures du Mexique - (1847 - 1847) : Manuel Baranda - (1847 - 1847) : Domingo Ibarra - (1847 - 1847) : José Ramón Pacheco - Ministre de la Justice du Mexique - (1847 - 1847) : José María Durán - (1847 - 1847) : Vicente Romero - Ministre de la Guerre et de la Marine du Mexique - (1847 - 1847) : Ignacio Gutiérrez - (1847 - 1847) : Lino José Alcorta - Ministre des Finances du Mexique - (1847 - 1847) : Juan Rondero - (1847 - 1847) : Francisco María Lombardo |

## Liste des secrétaires
| Onzième Administration - Secrétaire du Gouvernement du Mexique - (1853 - 1853) : Manuel Díez de Bonilla - (1853 - 1855) : Ignacio Aguilar - Secrétaire des Relations Extérieures du Mexique - (1853 - 1853) : Lucas Alamán - (1853 - 1853) : José Miguel Arroyo - (1853 - 1855) : Manuel Díez de Bonilla - Secrétaire de la Justice et des Affaires Ecclésiastiques du Mexique - (1853 - 1855) : Teodosio Lares - Secrétaire de la Promotion du Mexique - (1853 - 1855) : Joaquín Velázquez de León - Secrétaire de la Guerre et de la Marine du Mexique - (1853 - 1853) : José María Tornel - (1853 - 1853) : Juan Suárez Navarro - (1853 - 1853) : Lino José Alcorta - (1854 - 1854) : Luis Tola - (1854 - 1855) : Santiago Blanco - (1855 - 1855) : Manuel María de Sandoval | - Secrétaire des Finances du Mexique - (1853 - 1853) : Antonio de Haro y Tamariz - (1853 - 1854) : Ignacio Sierra y Rosso - (1854 - 1854) : Pedro Fernández del Castillo - (1854 - 1854) : Luis Parres - (1854 - 1854) : Pedro Fernández del Castillo - (1854 - 1855) : Manuel Olasagarre - (1855 - 1855) : Pedro Fernández del Castillo - (1855 - 1855) : Luis Parres - (1855 - 1855) : Pedro Fernández del Castillo - (1855 - 1855) : Manuel María Canseco |